# 小藍企鵝
小藍企鵝，又名小企鹅、蓝企鹅、小鳍脚企鹅，是企鹅家族中体型最小的物种，有别于其他常见企鹅，它们有一身蓝色的羽毛，因此被称作小藍企鵝。牠們出沒於紐西蘭的海岸，有人亦曾在智利見過牠們的蹤跡。

## 分類學

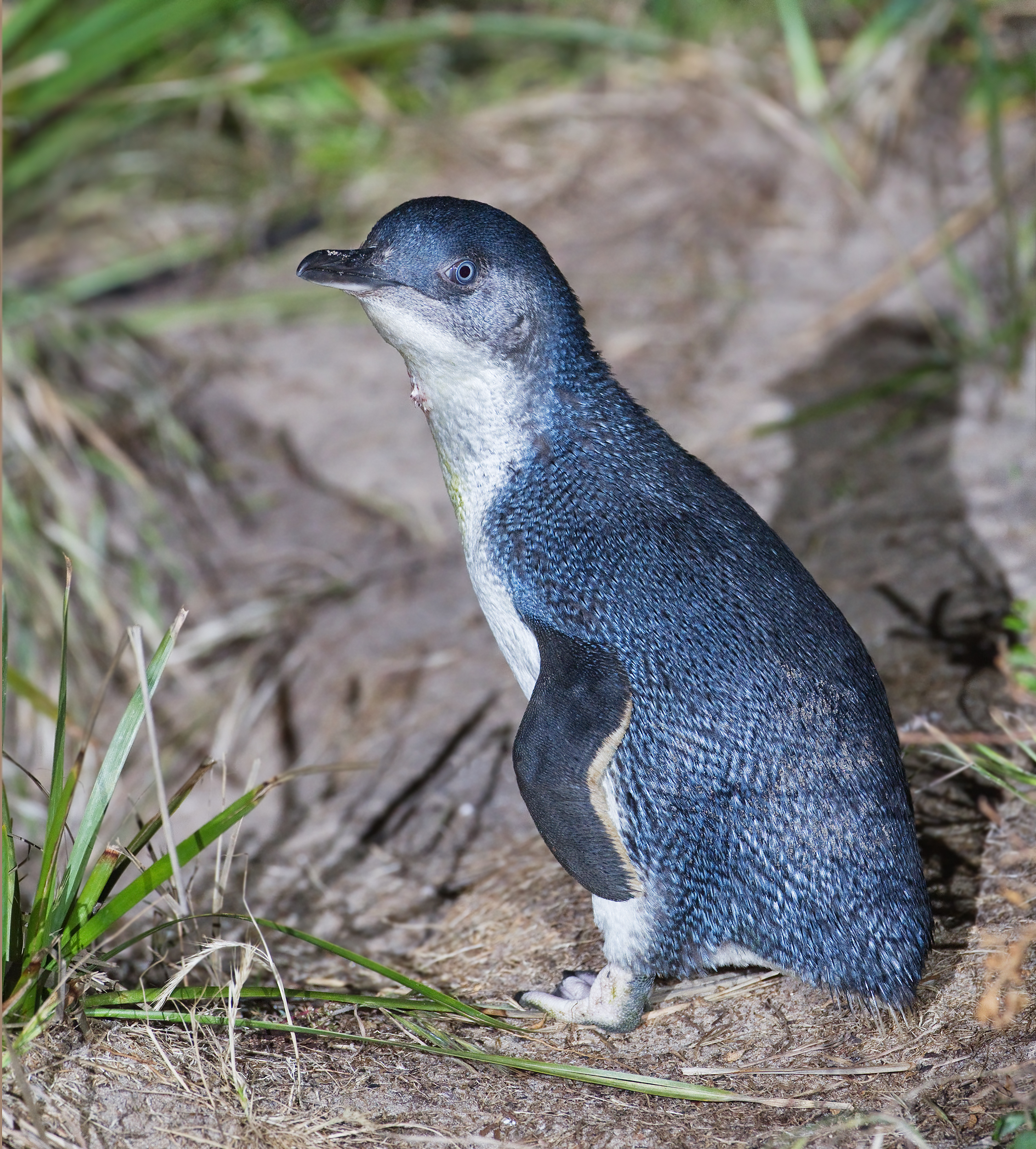
小藍企鵝主要分布於澳洲和紐西蘭。但2015年發表的一項研究，認為澳洲的族群（如這隻澳洲布魯尼島的個體）是另一個獨立的物種：「澳洲小藍企鵝」（E. novaehollandiae）

1781年，德國自然學家約翰·雷茵霍爾德·福斯特首度對小藍企鵝進行生物描述。根據該紀錄，小藍企鵝有幾個不同的亞種，但對於其更精確分類法的爭執仍不斷。白鰭企鵝（Eudyptula minor albosignata）有時被視為小藍企鵝的亞種之一，有時被視作另一獨立的物種，有些人甚至會用生物的多態性（Polymorphism）來解釋白鰭企鵝的存在，畢竟澳大利亞和南島西部的小藍企鵝看起來也像是兩個截然不同的物種。
粒線體和細胞核的脫氧核糖核酸證據顯示，小藍企鵝屬和環企鵝屬（Spheniscus）約在2,500萬年前開始分歧，而白鰭企鵝和小藍企鵝的祖先則約在270萬年前開始分歧。2016年的研究確認於澳洲和新西蘭奧塔哥大區的小藍企鵝為另一物種。

## 外觀
小藍企鵝成年普遍身高43公分，體重約為1千克（即等於2.2磅）。雄性的體型比雌性的略大一點，而牠們的羽毛則沒什麼大分別。其頭部和背部呈靛藍色，其耳部呈青灰色，到腹部則為白色。其鰭外部為靛藍色，內部的那一面則呈白色。其深灰黑色的喙長約3至4公分，腳部朝天的一方為白色，腳底和蹼則呈黑色。未成年的小藍企鵝的嘴喙較為短小，靛藍色部分的羽毛也比較淺色。

跟大部分的海鳥一樣，小藍企鵝的壽命很長。牠們平均壽命為6.5歲，但根據鳥類環志的記錄，目前為止人類所知小藍企鵝的壽命最多可長達20歲。

## 分佈及棲息地
小藍企鵝在紐西蘭、查塔姆群島、塔斯馬尼亞州及南澳大利亞進行繁殖。
亦有人曾在智利見過小藍企鵝的蹤跡（包括1997年3月16日在聖安東尼奧發現的小藍企鵝。小藍企鵝在該地被稱為Pingüino pequeño或Pingüino azul）。雖然不肯定這些在智利發現的小藍企鵝是不是長居者，不過有人認為智利境內的巴塔哥尼亞地區仍存在一個不為人知的小藍企鵝繁殖地。2006年4月的記錄顯示，納米比亞伊查博島亦有小藍企鵝的蹤跡。

## 行為

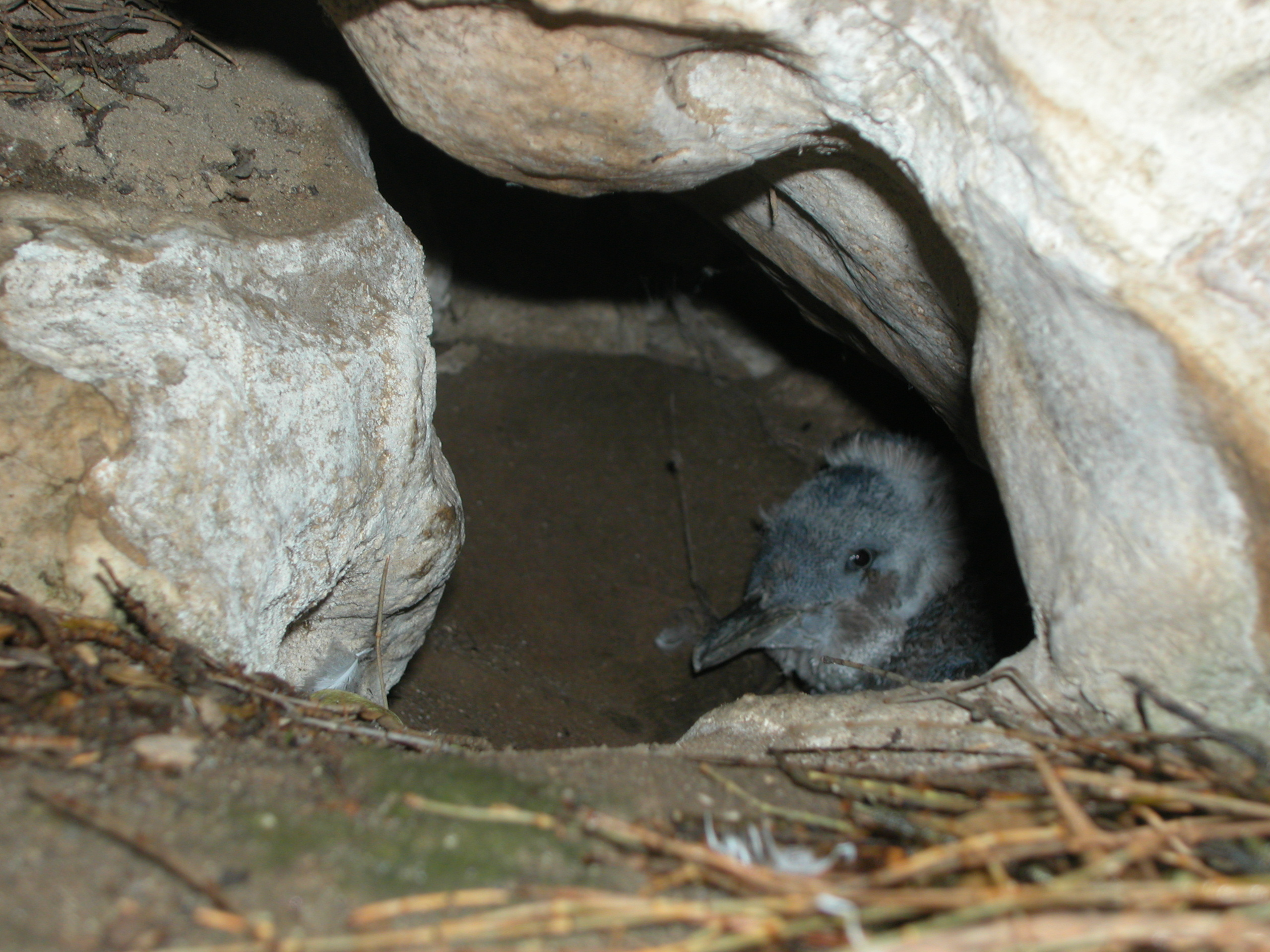
巢中幼鳥

### 食物
小藍企鵝捕食魚類、魷魚及其他小型的水生動物，因為牠們潛入的海域非常廣闊。

### 繁殖
小藍企鵝一年到頭均與族群同居，不會離群，只是偶爾會有個別的小藍企鵝離群築巢生育（一胎兩兒）。小藍企鵝會在黃昏時回到族群餵子，因為牠們以小群聚集，可以提供一定的防禦，避免掠食者逐一捕捉幼企鵝。

## 天敌
野生的小藍企鵝有時會被新澳毛皮海狮（New Zealand fur seal，或誤譯為「紐西蘭軟毛海豹」，但不符生物學分類）捕食。南澳大利亞研發中心的研究人員作出了相關的研究，發現接近百分之四十的南澳大利亞花崗岩島海豹的排泄物中有小藍企鵝肉的成份。
澳洲東南外海瑪麗亞島（Maria Island）於2012年放生28隻袋獾（學名：Sarcophilus harrisii），竟導致島上3千隻小藍企鵝全被屠殺殆盡。

## 與人類的關係

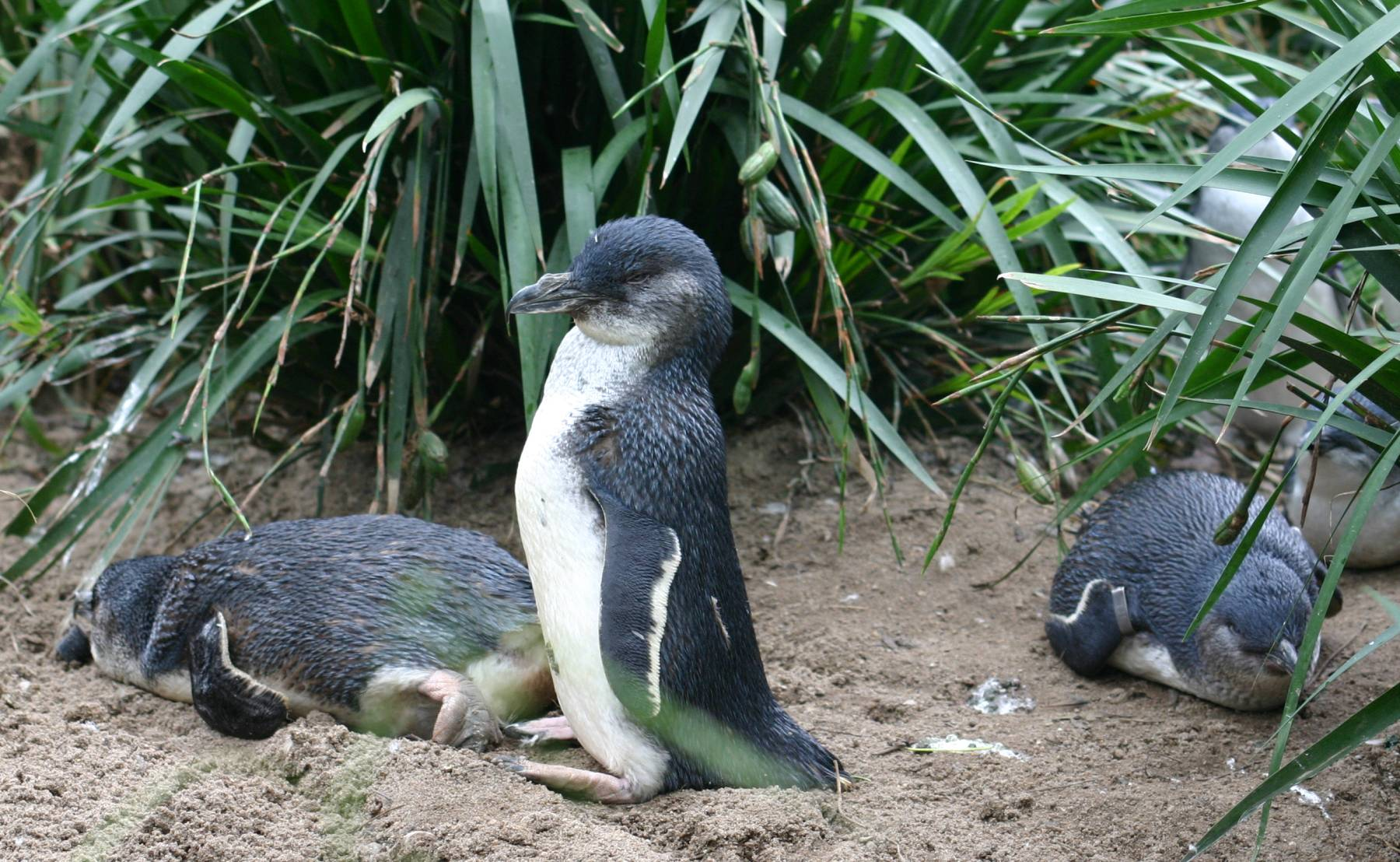
小藍企鵝

在墨爾本東南部的菲力浦島設置了一個觀光區，讓遊客可在夜間觀察小藍企鵝洄游上岸。該區設了足夠的燈光讓遊客能觀察到企鵝在族群中互動的情況，因小藍企鵝生性膽小，園區規定不能攝影，遊客多會尊重配合，因此園區內的企鵝並不會受到騷擾。這個觀光區每年吸引到多達50萬的遊客入場。遊客到西澳大利亞州的首府珀斯時，亦可順帶到企鵝島（Penguin Island）一遊，親睹企鵝的風采，並觀察牠們的原始生活和行為。除此之外，紐西蘭的小藍企鵝保護中心（The Oamaru Blue Penguin Colony）亦是觀企鵝的好地方。
Linux作業系統創始人林納斯·托瓦茲曾在澳大利亞度假時被一隻小藍企鵝咬傷。據指，這一遭遇令托瓦茲最終選擇了Tux作為Linux的官方標誌和吉祥物。
小藍企鵝Penny是2007年國際泳聯總會（FINA）在維多利亞墨爾本主辦的世界游泳錦標賽的吉祥物。

## 外部連結
- 更多小蓝企鹅的資料——紐西蘭企鵝
- 小蓝企鹅 （页面存档备份，存于） - the International Penguin Conservation Web Site
- 菲利普島（Philip Island Nature Park）官方網站
- www.pinguins.info：所有企鵝物種的資料 （页面存档备份，存于）
- 旅遊資訊：計劃到菲利普島的觀企鵝遊
- 約翰·古德（John Gould）的《澳洲鳥類》（The Birds of Australia） plate （页面存档备份，存于）
- Roscoe, R. . Photo Volcaniaca.   [2008]. （原始内容存档于2008-07-19）.
- 小島2012年放生28隻「惡魔動物」，3千隻企鵝全被屠殺殆盡 （页面存档备份，存于）